# Пантелейково (Свердловская область)
Пантелейково — деревня в Артинском городском округе Свердловской области России. Ранее входила в состав упразднённого Пантелейковского сельского совета.

## Географическое положение
Пантелейково расположено в шести километрах на юго-юго-восток от административного центра района и городского округа — посёлка городского типа Арти, на левом берегу реки Арти. Чуть выше деревни по течению в Артю впадает река Шакша.

## Население
По данным переписи населения 2010 года, в деревне проживало 395 человек.